# Loi sur les aliments et drogues
La Loi sur les aliments et drogues (Food and Drugs Act en anglais), dont le nom complet est Loi concernant les aliments, drogues, cosmétiques et instruments thérapeutiques est une loi fédérale du Canada contrôlant la production, l'importation, l'exportation, le transport interprovincial et la vente de nourriture, de drogues, d'instruments contraceptifs et de cosmétiques, incluant des produits d'hygiène personnelle tels que le savon et le dentifrice. Elle a d'abord été adoptée en 1920 avant d'être révisée en 1985. Son but est d'assurer que les produits concernés soient sécuritaires et que leurs ingrédients soient affichés. Elle prévoit aussi que les médicaments soient efficaces et qu'ils ne soient pas vendus comme de la nourriture ou des cosmétiques.

## Contexte
À la suite de la création du ministère fédéral de la Santé en 1919, la Loi sur les aliments et drogues a été présentée à la fin de 1920. Les règles mises en place par cette loi établissaient les nécessités pour licencier ou créer certaines drogues au Canada. La loi donnait le pouvoir au ministre de la Santé d'annuler ou de suspendre les licences des compagnies qui ne respecteraient pas ces nécessités.
La Loi sur les aliments et drogues n'a pas été modifiée de manière substantielle jusqu'en 1947 lorsque les bases du marché actuel ont été mises en place. À partir de 1951, les fabricants de médicaments devaient fournir un dossier pour chaque médicament avant de commercialiser leurs produits. Cependant, au début des années 1960, la thalidomide, un médicament qui avait été approuvé pour entrer sur le marché, a causé le mort de plusieurs milliers de nouveau-nés et de nombreuses malformations congénitales.
En réaction à ces problèmes causés par la thalidomide, la loi a été révisée et a augmenter le pouvoir de Santé Canada. La version révisée a mis en place la nécessité pour les fabricants de fournir la preuve de l'efficacité en obtenant un « avis de conformité », qui doit être obtenu avant que tout médicament ne soit vendu.

## Annexe